# Nikołaj Abramienko
Nikołaj Porfirjewicz Abramienko (ros. Николай Порфирьевич Абраменко, ur. 1909 we wsi Lipowka w guberni mohylewskiej, zm. 1968) – radziecki polityk, działacz partyjny.

## Życiorys
W 1930 ukończył technikum pedagogiczne w Orszy i został nauczycielem, następnie dyrektorem kołchozowej szkoły w Białoruskiej SRR. Od 1932 do 1934 był dyrektorem i wykładowcą fakultetu robotniczego, następnie kierownikiem rejonowego oddziału edukacji narodowej w Smolewiczach, od 1938 do 1941 pracował w Radzie Komisarzy Ludowych Białoruskiej SRR, ukończył studia na Wydziale Historycznym Mińskiego Państwowego Instytutu Pedagogicznego. Od 1941 służył w Armii Czerwonej, dosłużył się stopnia pułkownika. Od listopada 1945 do września 1952 był przewodniczącym Komitetu Wykonawczego Homelskiej Rady Obwodowej, następnie do lipca 1954 Mińskiej Rady Obwodowej, 1956-1957 pełnił funkcję ministra przemysłu poduktów mięsnych i mleczarskich Białoruskiej SRR.

## Odznaczenia
- Order Lenina
- Order Czerwonego Sztandaru
- Order Wojny Ojczyźnianej I klasy
- Order Wojny Ojczyźnianej II klasy
- Order Czerwonej Gwiazdy